# Strażnica KOP „Berce”
Strażnica KOP „Berce” – zasadnicza jednostka organizacyjna Korpusu Ochrony Pogranicza pełniąca służbę ochronną na granicy polsko-łotewskiej.

## Formowanie i zmiany organizacyjne
W 1926, w składzie Brygady KOP „Wilno”, został sformowany 19 batalion graniczny. W 1928 w skład batalionu wchodziło 12 strażnic. Strażnica KOP „Berce” w latach 1934 – 1939 znajdowała się w strukturze 3 kompanii KOP „Dundery” batalionu KOP „Słobódka”. Strażnica liczyła około 18 żołnierzy i rozmieszczona była przy linii granicznej z zadaniem bezpośredniej ochrony granicy państwowej.
Strażnicę z macierzystą kompanią łączyła droga polna długości 3 km.

## Służba graniczna
Podstawową jednostką taktyczną Korpusu Ochrony Pogranicza przeznaczoną do pełnienia służby ochronnej był batalion graniczny. Odcinek batalionu dzielił się na pododcinki kompanii, a te z kolei na pododcinki strażnic, które były „zasadniczymi jednostkami pełniącymi służbę ochronną”, w sile półplutonu. Służba ochronna pełniona była systemem zmiennym, polegającym na stałym patrolowaniu strefy nadgranicznej, wystawianiu posterunków alarmowych, obserwacyjnych i kontrolnych stałych, patrolowaniu i organizowaniu zasadzek w miejscach rozpoznanych jako niebezpieczne, kontrolowaniu dokumentów i zatrzymywaniu osób podejrzanych, a także utrzymywaniu ścisłej łączności między oddziałami i władzami administracyjnymi. Strażnice KOP stanowiły pierwszy rzut ugrupowania kordonowego Korpusu Ochrony Pogranicza.
Strażnica KOP „Berce” w 1938 ochraniała pododcinek granicy państwowej szerokości 8 kilometrów 549 metrów od słupa granicznego nr 27 do 35.
Sąsiednie strażnice:
- Strażnica KOP „Łapiny” ⇔ Strażnica KOP „Bałuje” – 1934[2]
- Strażnica KOP „Dumaryszki” ⇔ Strażnica KOP „Bałuje” – 1938[3]